# Stazione di Gospel Oak
La stazione di Gospel Oak è una stazione ferroviaria situata lungo la ferrovia North London, punto di origine della ferrovia Gospel Oak-Barking. L'impianto è situato nel'omonimo quartiere, facente parte del borgo londinese di Camden. 

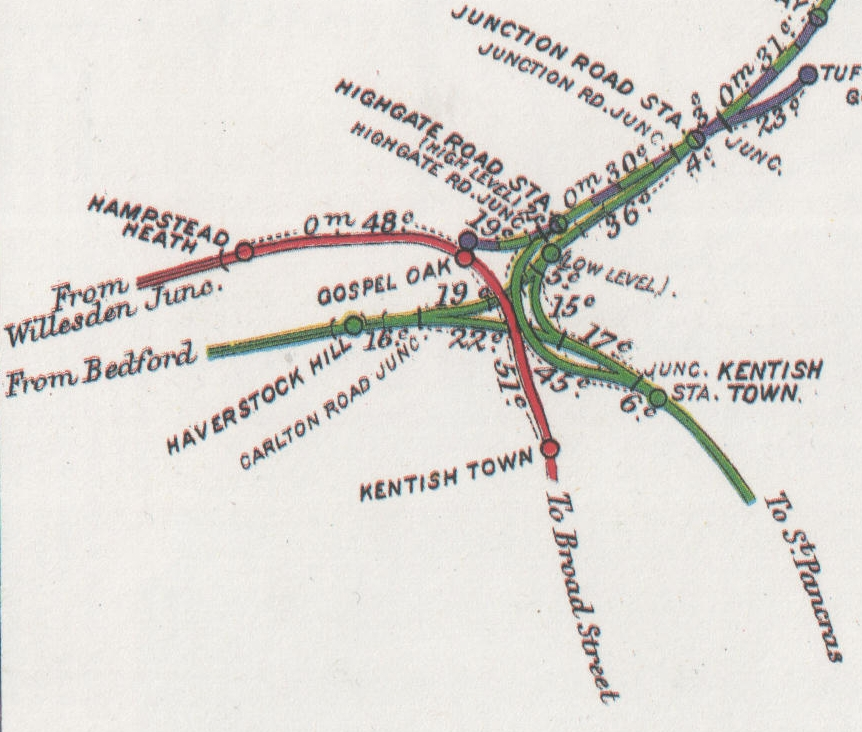
Linee ferroviarie nella zona di Highgate Road, 1914

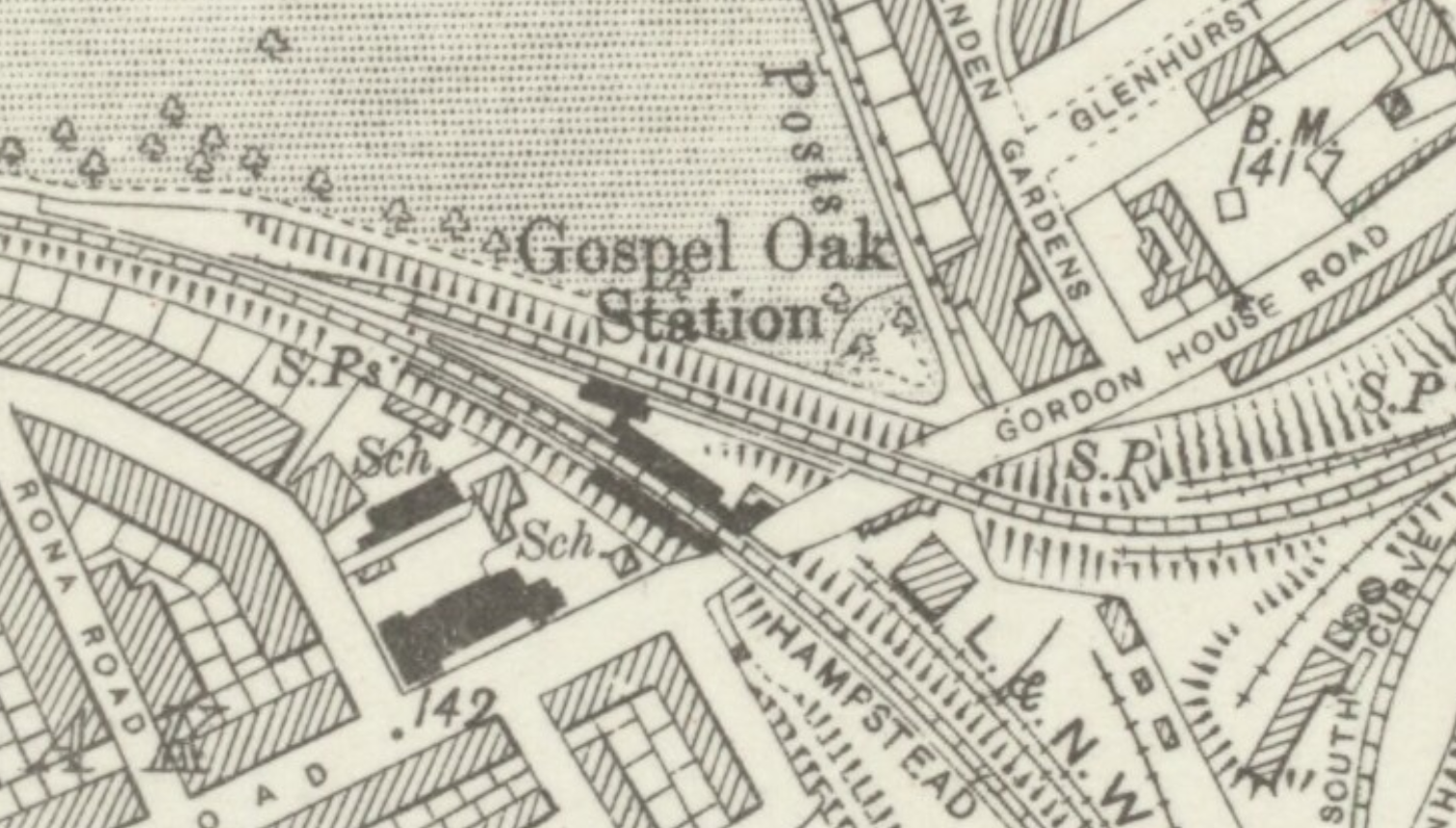
La stazione di Gospel Oak su una mappa del 1920

## Storia
La stazione fu aperta nel 1860, con il nome di Kentish Town, sulla Hampstead Junction Railway (oggi parte della ferrovia North London) dalla stazione di Camden Road a Old Oak Common Junction poco a sud di Willesden Junction. Fu ribattezzata Gospel Oak nel 1867 quando una nuova stazione chiamata Kentish Town fu aperta sulla stessa linea circa un miglio verso sud (l'odierna stazione di Kentish Town West).
Un progettato collegamento con la Tottenham and Hampstead Junction Railway (oggi parte della ferrovia Gospel Oak-Barking) fu aperto, per via di problemi finanziari, solo il 4 giugno 1888, circa 20 anni dopo l'apertura della linea, e senza un collegamento con la ferrovia North London per via dell'opposizione delle altre compagnie. La T&HJR fu prolungata invece verso Kentish Town e quella per Gospel Oak rimase una diramazione della linea principale.
Il 6 settembre 1926 il collegamento con la T&HJR fu chiuso, e i treni dirottati sul capolinea di Kentish Town,  anche se occasionalmente, fino al 7 agosto 1939, durante i giorni di Bank holiday alcuni convogli raggiungevano Gospel Oak.
Il 5 gennaio 1981 il servizio passeggeri da Barking fu nuovamente spostato da Kentish Town a Gospel Oak, ripristinando di fatto la linea ferroviaria da Gospel Oak a Barking Line". Una nuova piattaforma terminale fu ricostruita a nord di quelle già esistenti per la NLL.
La ferrovia North London attraverso Gospel Oak fu elettrificata nel 1916 dalla London and North Western Railway (LNWR) con un sistema di quarta rotaia a 660 V in CC. Negli anni settanta il sistema fu modificato in 750 V, sempre in CC, tramite terza rotaia. Nel 1996 la linea fu chiusa da Willseden fino a Camden, inclusa la stazione di Gospel Oak, per la conversione al sistema a 25 kV AC tramite linea aerea.
Per consentire ai treni a quattro carrozze di utilizzare la rete della London Overground, la ferrovia North London tra questa stazione e Stratford è rimasta chiusa dal febbraio 2010 al 1º giugno 2010, per installare un nuovo sistema di segnalazione e per i lavori di estensione di 30 piattaforme nelle stazioni. Fino al maggio 2011 il servizio ha operato in regime ridotto ed è rimasto chiuso la domenica, fino alla conclusione dei lavori di adeguamento.

## Strutture e impianti
Le piattaforme sono sopraelevate rispetto al livello del suolo e sono accessibili per mezzo di scale e di due ascensori, uno per i treni sulla ferrovia North London in direzione ovest e uno che serve i treni sulla ferrovia North London in direzione est e la linea per Barking. La ferrovia North London ha due piattaforme e la ferrovia Gospel Oak-Barking ha una piattaforma terminale, a nord della quale corrono due binari separati per il traffico merci che si collegano alla ferrovia di Londra nord poco a ovest della stazione.
L'impianto è situato nella Travelcard Zone 2. I passeggeri che cambiano da una linea all'altra con la Oyster card devono utilizzare i lettori Oyster per l'interscambio.

## Movimento

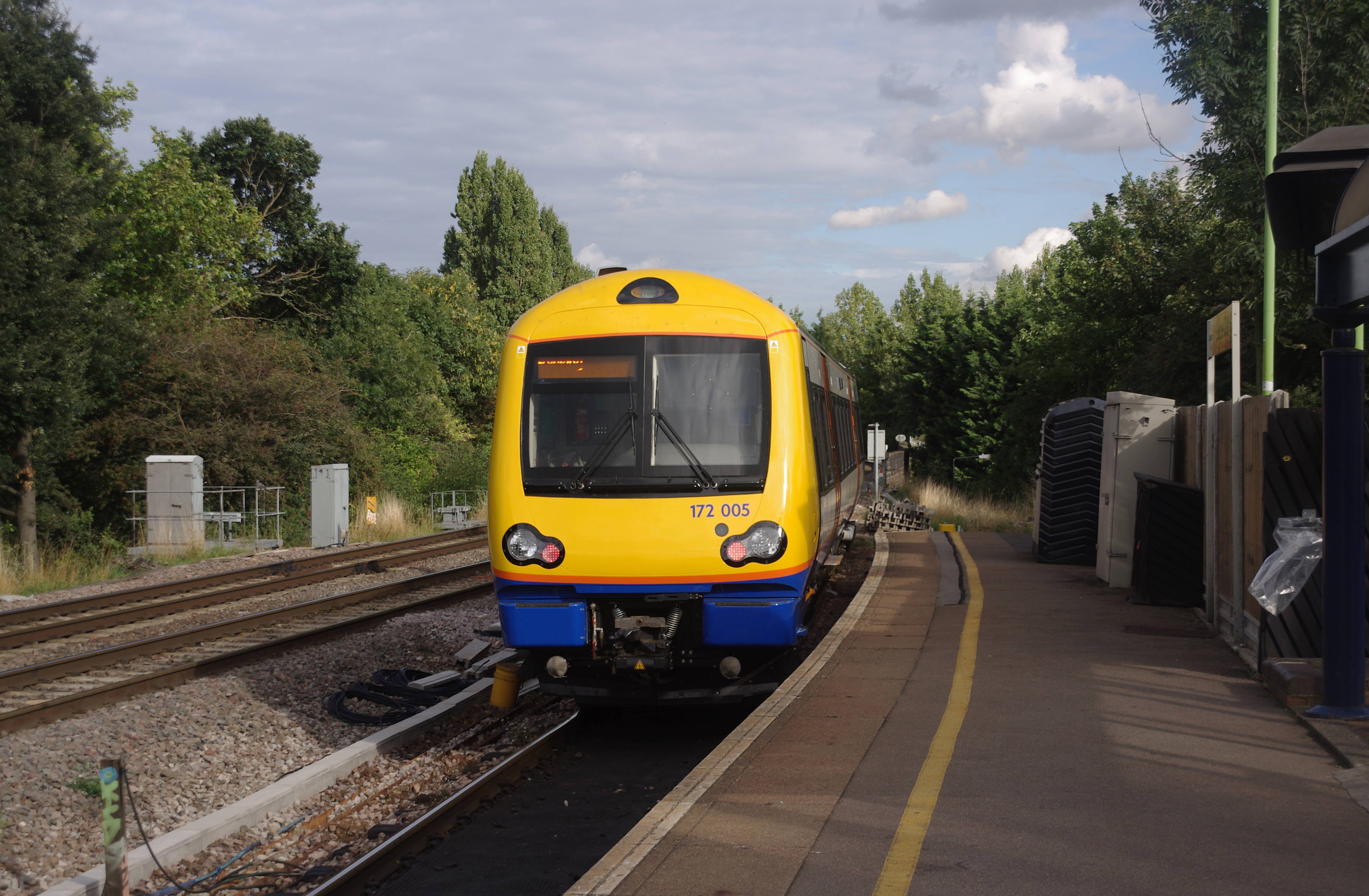
Un treno Turbostar della Classe 172 della London Overground lascia la stazione di Gospel Oak diretto verso Barking

La stazione è servita dalle linee Mildmay e Suffragette della London Overground, erogate da Arriva Rail London per conto di Transport for London.

## Interscambi
Nelle vicinanze della stazione effettua fermata una linea automobilistica, gestita da London Buses.
- Fermata autobus

## Nella cultura di massa
I due archi del viadotto in mattoni sul quale i treni scavalcano Gordon House Road compaiono nella foto di copertina dell'EP del 1997 Gospel Oak della cantante irlandese Sinéad O'Connor.